# Кућа др Саве Недељковића
Кућа др Саве Недељковића у Земуну је споменик културе. Налази се у Земуну на углу улица Новоградске и Цара Душана бр.41.

## Опис
Ова кућа је подигнута 1905. године, као угаона високопартерна, стамбена варошка кућа "L" основе за градског физикуса др Саву Недељковића. Фасада коју карактерише уједначен, ритмичан низ прозорских отвора, декорисана је богатом пластичном декорацијом обликованом у сецесијском духу. Кућа представља архитектонско стилску вредност као једна од репрезентативнијих кућа земунског предграђа Горња варош. Кућа је грађена од тврдог материјала са кречним малтером и покривена бибер црепом.
И данас се кућа користи за становање, нажалост има више власника који су (или нису) адаптирали свој део куће, према свом нахођењу и потребама и тиме нарушили многе елементе ове куће, не водећи рачуна да је кућа споменик културе, па кућа сада изгледа, онако како изгледа.

## Галерија
- Изглед из Новоградске
- Детаљ са куће
- Изглед из Цара Душана